# Бернар Шевальє
Бернар Шевальє (фр. Bernard Chevallier, 4 жовтня 1912 — 6 квітня 1997) — французький вершник.
Олімпійський чемпіон 1948 року в індивідуальному триборстві.